# Port lotniczy Fianarantsoa
Port lotniczy Fianarantsoa (IATA: WFI, ICAO: FMSF) – port lotniczy położony w Fianarantsoa, w Madagaskarze.

## Linie lotnicze i połączenia
| Linia Lotnicza | Kierunek        |
| -------------- | --------------- |
| Air Madagascar | 1. Antananarywa |